# نیجو نارییوکی
نیجو ناری‌یوکی (به ژاپنی: 二条斉敬 Nijō Nariyuki); ۱ نوامبر ۱۸۱۶ – ۵ دسامبر ۱۸۷۸) پسر نیجو نارینوبو، کوگیو (مقام درباری) در اواخر دوره ادو و اوایل دوره میجی و دارای مقام کانپاکو از ۳۱ ژانویه ۱۸۶۴ تا ۳۰ ژانویه ۱۸۶۷، و همچنین اودایجین (وزیر راست) و نای‌دایجین  (وزیر داخلی/وزیر کشور) در زمان امپراتور کومی  اهل ژاپن بود.